# هزار أباد (مزرعة نو)
هزار أباد (بالفارسية: هزارآباد) هي قرية تقع في إيران في قسم مزرعة نو الريفي. يقدر عدد سكانها بـ 98 نسمة بحسب إحصاء 2016.